# 硬棘坚体吸虫
硬棘坚体吸虫（学名：Pegosomum spiniferum）为棘口科坚体属的动物。分布于亚洲、欧洲、非洲以及中国大陆的天津市等地，营寄生生活，宿主苍鹭（亚洲）、鹭（非洲）、紫鹭（亚洲）、大麻、黑嘴大白鹭（非洲）、大白鹭（天津、俄罗斯）、是鹳形目鸟类的专性寄生吸虫以及寄生部位在肝脏。